# Grallaria ruficapilla
Grallaria ruficapilla е вид птица от семейство Grallariidae.

## Разпространение
Видът е разпространен във Венецуела, Еквадор, Колумбия и Перу.